# Божич (мифология)
Бо́жич (серб. Божић, сербохорв. Božić, словен. Bôžiè, болг. Божич, макед. Божик) — ритуальный персонаж у южных славян. Упоминается в колядках наряду с обрядами и символами (златорогий олень, ворота, свинья), связанными с началом весеннего солнечного цикла.
В противоположность Бадняку (старому году), Божич считается молодым богом (как правило, сыном Бадняка) и соотносится с молодостью, Рождеством и новым годом.
Происхождение имени Божич  из семантики — это патроним (отчество), обозначающий «сына бога».
Происхождение слова Божич очевидно из семантики —  это уменьшительное от слова Бог; южнославянский суффикс «-ич» соответствует русский суффикс «-чик».